# Kriget i Gaza (pågående sedan 2023)
Kriget mellan Hamas och Israel är en pågående väpnad konflikt i Mellanöstern som inleddes den 7 oktober 2023. Kriget började med en organiserad attack från Gazaremsan mot israeliska gränsstäder, där Hamas dödade närmare 1 200 personer, varav majoriteten civila. Hamas tog även cirka 250 personer som gisslan och förde dem till Gaza. Under tre dagar utkämpades strider på israeliskt territorium kombinerat med israeliska flygräder mot Gazaremsan. Den 27 oktober invaderade Israels försvarsmakt Gaza med målet att förgöra Hamas och frita de gisslan som tagits.
I december 2024 uppgav den palestinska hälsomyndigheten att mellan 40 000 och 50 000 palestinier dött och över 100 000 skadats av våldshandlingar under kriget. Hjälporganisationer har dessutom uppskattat att 70-80 000 av Gazas invånare ha dött av undernäring och sjukdom till följd av kriget. De flesta dödsoffren uppgavs vara kvinnor och barn, men också stora delar av Hamas ledning och många av dess soldater. Omkring 1,9 miljoner palestinier har blivit internflyktingar, och 87% av Gazas bostadshus har förstörts. Israel har motiverat angrepp mot civila mål med att terrorister gömmer sig bland civila. Att använda civila som mänskliga sköldar är ett krigsbrott. Uppgifter har gjort gällande att även Israel använt sig av civila som mänskliga sköldar. Båda sidor har förnekat medveten användning av mänskliga sköldar.
Blockaden av Gazaremsan har skärpts av Israel under kriget, vilket har lett till en humanitär kris, inklusive en kollaps av hälso- och sjukvården och en förestående svält. Israel har därför av människorättsorganisationer anklagats för att använda svält som vapen.
Både Hamas och Israel har anklagats för försök till folkmord och flera andra krigsförbrytelser. Sedan starten av kriget har FN:s råd för mänskliga rättigheter identifierat bevis på krigsförbrytelser av både Hamas och Israels försvarsmakt.
Flera bedömare varnade tidigt för att kriget ska sprida sig till andra delar av Mellanöstern. Libanesiska Hizbollah avfyrade återkommande raketer mot norra Israel, och de jemenitiska huthirebellerna angrep flera kommersiella fartyg i Röda havet i sympati med Hamas.
Kriget vidgades under 2024 till Libanon där Israels försvarsmakt genomförde flygbombningar och markanfall mot vad Israel uppgav var Hizbollah-mål.
Iran har vid två tillfällen under kriget angripit Israel med missiler.

## Bakgrund
Israel–Palestina-konflikten har pågått sedan 1947 då FN antog en plan där Palestina skulle delas i en judisk och en arabisk stat. Någon självständig arabisk stat i Palestina etablerades aldrig. Resterna av den föreslagna arabiska staten, det vill säga Gazaremsan och Västbanken kontrollerades efter 1948 års krig av Egypten respektive Jordanien. I samband med sexdagarskriget 1967 erövrade Israel dessa områden. Efter att Israel i enlighet med Osloprocessen hade dragit sig tillbaka från Gazaremsan 2005 hölls 2006 ett val i de palestinska områdena. Valet vanns av Hamas som sedan dess har styrt Gazaremsan. Efter att organisationen med våld drivit ut allt politiskt motstånd från Gaza, inrättade Israel en blockad för att stävja Hamas militära förmåga. Inga nyval har hållits i vare sig Gazaremsan eller på Västbanken sedan dess. Sedan makttillträdet har flera mindre stridigheter brutit ut mellan dem och Israel, som oftast har bestått av att Hamas skickar tusentals raketer mot Israel, varpå Israel svarar med att bomba mål i Gaza. Den senaste större sammandrabbningen var Gazakriget 2014.
Det spekuleras kring huruvida Iran, som sponsrar Hamas, uppmuntrat gruppen att genomföra attacken för att sabotera den USA-medlade normaliseringsprocessen mellan landets främsta rival, Saudiarabien, och Israel.

## Förlopp

### Hamas attack (7 oktober 2023)

Hamasattackens maximala territoriella utbredning.

Kriget inleddes på morgonen den 7 oktober 2023, under den judiska högtiden Simchat Torah. Klockan 06.30 (UTC +3) sköt Hamas över 3 000 raketer mot israeliska städer inom loppet av 20 minuter. Många av dessa sköts ned av luftvärnssystemet Iron Dome, men explosioner hördes i bland annat Tel Aviv, Ashkelon och Herzliya. Samtidigt infiltrerade ca 3 000 terrorister Israel via tunnlar, båtar, diverse fordon och motordrivet skärmflyg. IDF var uppenbarligen oförberedda på angreppet, och Hamas lyckades inta ett 20-tal israeliska byar längs gränsen med Gazaremsan. Man lyckades även inta en militärbas i Re'im. Som längst lyckades man nå Ofaqim, drygt två mil från Gaza. 
I Israel begick Hamas omfattande massakrer på civilbefolkningen i vad som beskrivits som de värsta förföljelserna av judar sedan Förintelsen. Man gick från dörr till dörr och dödade människor i deras hem, inklusive kvinnor och barn. Särskilt drabbade var orterna Kfar Aza och Be'eri, där 52 respektive 108 människor dödades.  Man dödade även över 360 personer som deltog i en musikfestival i Negevöknen. Många kroppar bar spår av tortyr, och en del tog flera veckor att identifiera då de var brända bortom igenkänning. Man begick även systematiska våldtäkter av kvinnor. Sammanlagt 1 200 människor dödades i attacken, varav de flesta civila. Flera kroppar togs till Gazaremsan, och i minst ett fall paraderades en naken kropp tillhörande en 22-årig kvinna på gatan framför jublande folkmassor. Hamas förde utöver detta med sig cirka 250 personer som  gisslan tillbaka till Gazaremsan i samband med invasionen, varav de flesta civila.
I Israel utlyste premiärminister Benjamin Netanyahu krigstillstånd, och natten efter attacken röstade Israels säkerhetskabinett för att "förgöra Hamas och Palestinska islamiska Jihads militära och statliga förmågor".

### Israel förbereder markinvasion (8–26 oktober 2023)

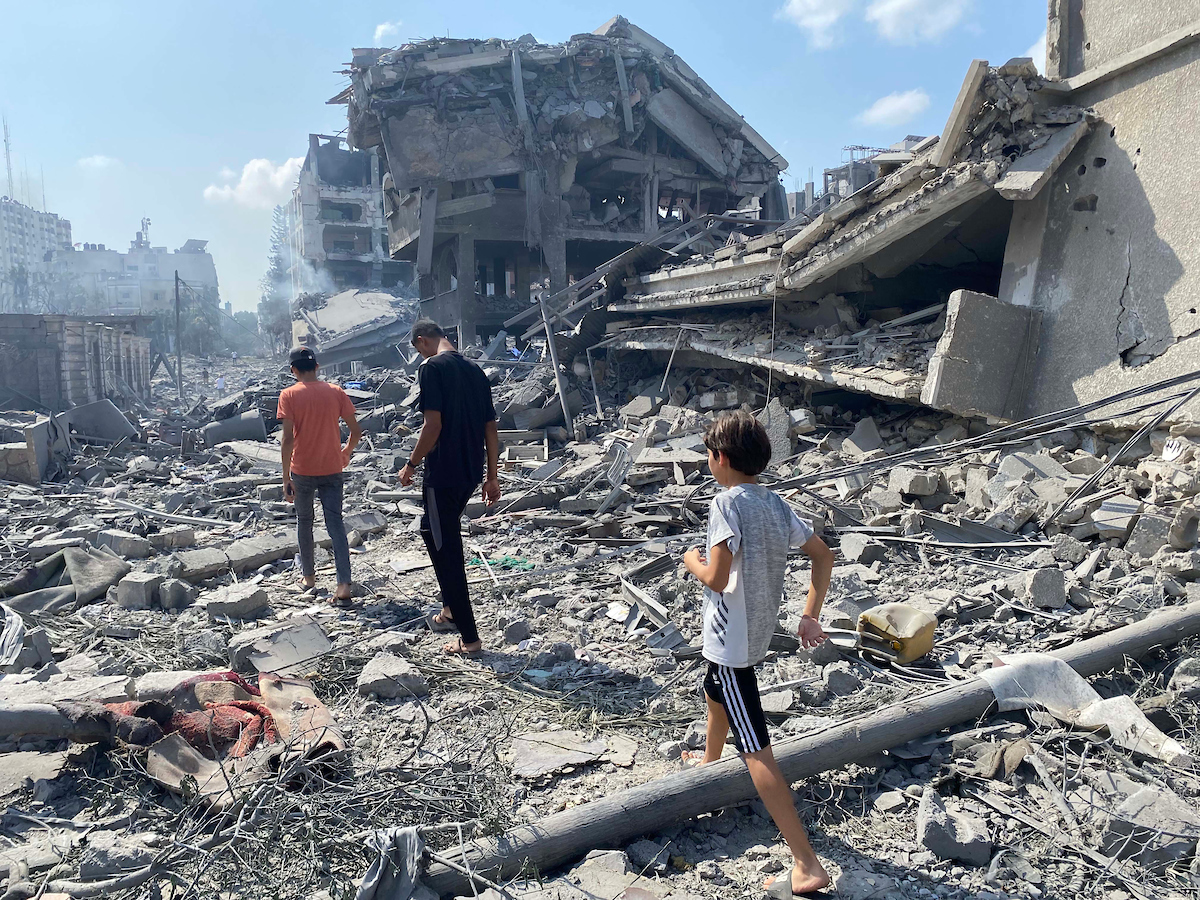
Barn bland rasmassorna i Gaza, 9 oktober 2023.

Omedelbart efter attacken spekulerades det kring hur Israel skulle svara, och i en intervju den 8 oktober sa Israels internationella talesperson Jonathan Conricus att en markinvasion var en möjlighet "som ligger på bordet". Dagen därpå beordrade Israels försvarsminister Yoav Gallant en "total belägring" av Gaza och meddelade att man stoppat all el-, mat och bränsleförsörjning. Man mobiliserade även hundratusentals reservister. Många av dessa stationerades i närheten av Gaza, men en stor andel av styrkorna skickades till gränsen mot Libanon för att avskräcka den andra stora Iranproxyn i regionen, Hizbollah, och på så vis undvika ett flerfrontskrig. Man påbörjade även en omfattande bombningskampanj, och under krigets fem första dagar släpptes ca 6 000 bomber över Gaza.
Den 13 oktober släppte IDF flygblad över Gaza stad där man uppmanade civilbefolkningen norr om Wadi Gaza att evakuera till remsans södra del. IDF anklagade samtidigt Hamas för att förhindra civilbefolkningen från att lämna sina hem. Det rapporterades om explosioner i evakueringsrutterna som angivits av Israel, vars orsak ej klarlagts.
Efter stora internationella påtryckningar började den 21 oktober humanitärt stöd i form av mat, vatten och mediciner att släppas in genom Rafahgränsövergången mellan Gazaremsan och Egypten. Tidigare hade Israel vägrat att låta varor släppas in i Gaza, av rädsla för att det skulle hamna i Hamas händer. En stor stötesten var bränsle, som används till generatorer av exempelvis sjukhus i Gaza, men som Israel vägrade släppa in då man fruktade att Hamas skulle använda det för att tillverka raketer som sedan skickas mot Israel.
Under den här tiden fortsatte raketbeskjutningen från Gaza mot israeliska städer, och under perioden 7–23 oktober hade 6 700 raketer skjutits mot Israel, och av de som utgjorde ett hot uppskattades 97 % skjutas ned av Iron Dome. Enligt Israel var det dock långt ifrån alla raketer som nådde landet, och IDF uppgav att var femte raket landade i Gaza. I en uppmärksammad explosion på Al-Ahlisjukhuset den 17 oktober, där Israel först anklagades för att ha dödat över 500 människor som sökte skydd på dess bakgård, hade i själva verket troligtvis en förlupen raket avfyrad av palestinska, islamiska jihad orsakat förödelsen. Dessutom var dödssiffran förmodligen betydligt lägre, enligt USA i "det lägre spektrumet" av 100–300.
Civilbefolkningen i Gaza var nu mycket hårt ansatt, särskilt i den norra delen, där det fortfarande fanns hundratusentals palestinier trots upprepade uppmaningar från IDF att evakuera. Det rådde omfattande brist på läkemedel och andra förnödenheter. En stor del av den civila infrastrukturen totalförstördes av israeliska flygräder, i vilka tusentals civila befaras ha dött. Israel, EU och USA fördömde Hamas för sitt användande av mänskliga sköldar, vilket påstods förklara det stora civila lidandet.
En komplicerande faktor för de israeliska bombningarna var att man ej kände till var israeliska gisslan hölls. 26 oktober påstod Hamas att cirka 50 ur gisslan hade dödats av israeliska bomber. Detta ökade det interna trycket på det israeliska säkerhetskabinettet att göra större ansträngningar för att frita de kidnappade israeler som hölls av Hamas och andra palestinska militanta grupper.

### Israeliska markinvasionen av norra Gaza inleds (27 oktober–24 november 2023)

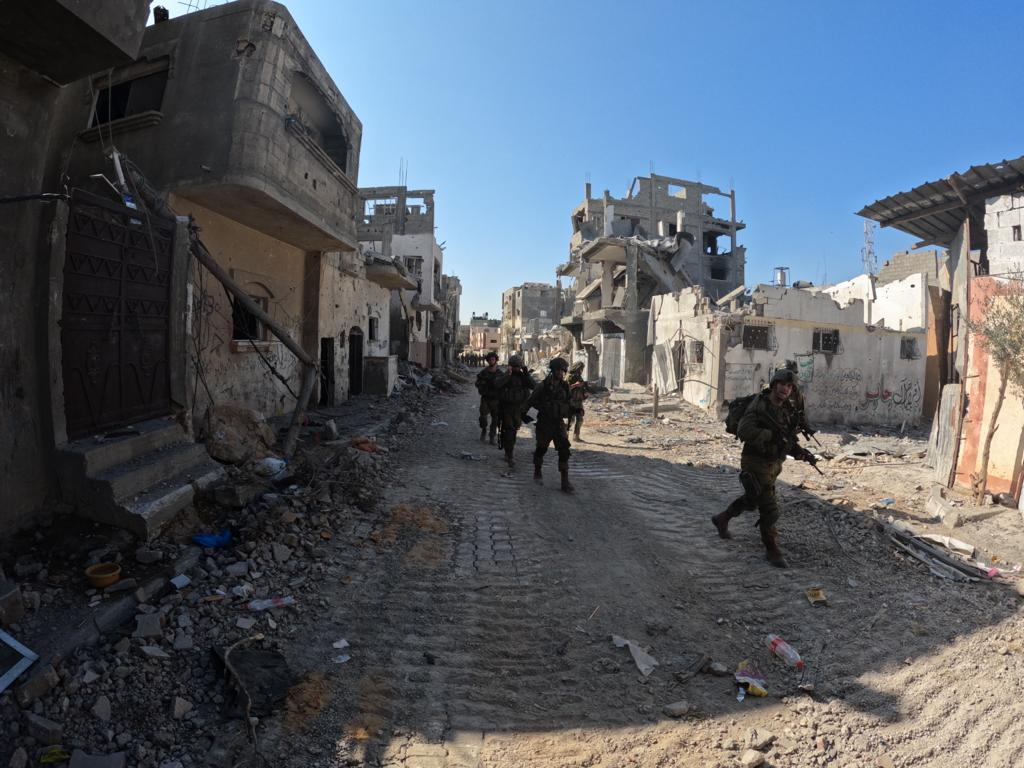
Israeliska soldater i Gaza, 31 oktober 2023.

27 oktober bröts all telekommunikation med Gazaremsan, och kort därefter inledde Israel en invasion av den norra delen. Israeliska stridsvagnar, schaktmaskiner och infanterisoldater tog sig förbi gränsen och påbörjade de första storskaliga markstriderna mellan Israel och Hamas sedan den 7 oktober. Experter pekade på svårigheterna med denna typ av operation, då reguljära arméer förlorar en stor del av sitt övertag i urbana miljöer då det är enormt resurskrävande och innebär en stor risk för bakhåll. Hamas tunnelkomplex under Gaza pekades ut som ett av de största problemen för IDF, då fienden på ett oförutsägbart sätt kunde hoppa ut ur marken.
Under invasionen pågick särskilt hårda strider kring Al-Shifasjukhuset, vilket Israel och USA anklagade Hamas för att använda som vapenlager och kommandocentral, något som förnekas av Hamas. Efter att ha intagit komplexet publicerade Israel ett antal videoklipp som visade flera vapen man hade funnit, samt en 55 meter lång tunnel som man hade hittat under sjukhusområdet, och som var försedd med en bombsäker dörr. Bildmaterial från sjukhusets övervakningskameror, publicerat av IDF, visar även hur gisslan släpades in genom huvudentrén efter attacken 7 oktober.
Samtidigt som Hamas och IDF bekämpade varandra i hjärtat av Gaza stad efter att IDF omringat denna pågick intensiva gisslanförhandlingar, medlade av främst USA och Qatar. Kvällen 21 november meddelade Benjamin Netanyahu att en uppgörelse hade nåtts. I avtalet ingick att Hamas skulle släppa 50 ur gisslan, främst kvinnor och barn, fördelat över fyra dagar. I utbyte lovade Israel en fyra dagar lång "paus" i striderna, frisläppandet av 150 minderåriga eller kvinnliga palestinska fångar, samt ett ökat inflöde av varor in till Gaza under pausen, inklusive bränsle. Israel skulle även sluta att övervaka Gaza med spaningsdrönare och flygplan under sex timmar per dygn.

### Vapenvila (24 november–30 november 2023)

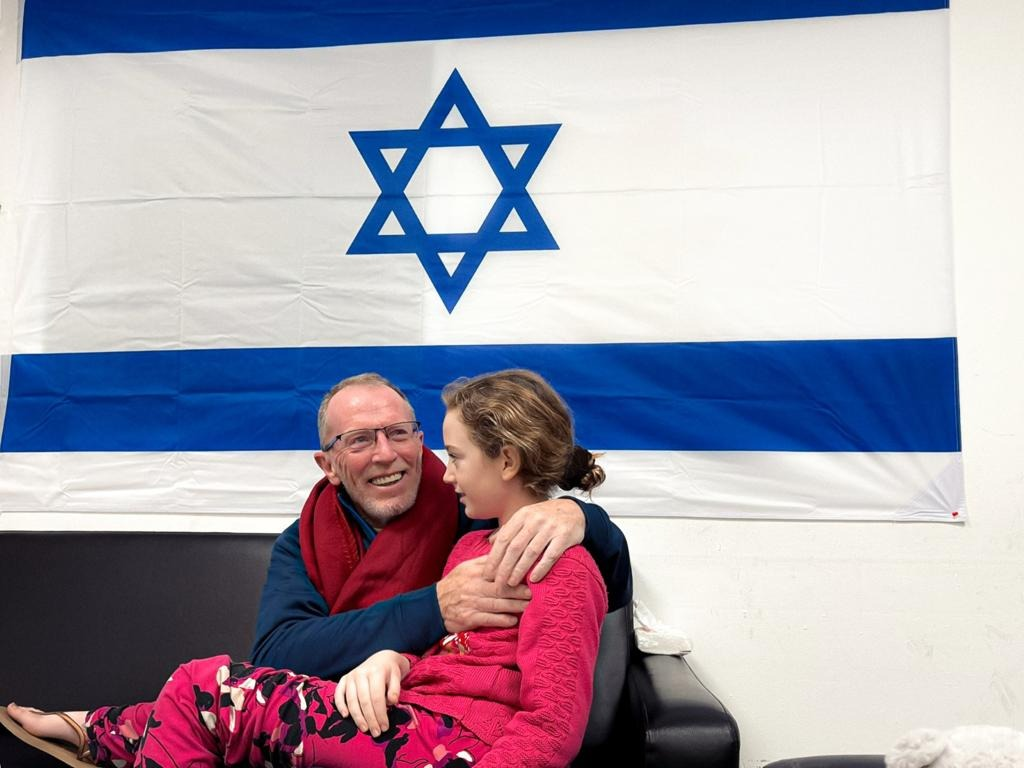
9-åriga Emily Hand återförenas med sin far efter att ha hållits som gisslan av Hamas i 50 dagar.

Den 24 november, klockan 7 på morgonen lokal tid (kl. 6 svensk tid) trädde vapenvilan i kraft, och leveranser av stora mängder förnödenheter, inklusive 130 000 liter dieselbränsle började dagligen rulla in i Gaza. Avtalet skulle först gälla i fyra dagar, men förlängdes sedan med två dagar två gånger om för att möjliggöra fler utväxlingar. Sammanlagt frigavs 81 israeler ur gisslan i utbyte mot 210 palestinska fångar, främst tonåringar anhållna för stenkastning och brandbombsattacker mot israeliska styrkor samt kvinnor dömda för bland annat knivdåd och uppvigling. Vid sidan av avtalet släpptes 24 utländska medborgare av Hamas under vapenvilan.
Det fanns de som hoppades på att den temporära vapenvilan, som av Israel kallades "operationell paus", skulle utvidgas till en permanent sådan. Israel var öppna för en förlängning för att frige fler ur gisslan, men motsatte sig en permanent vapenvila då man sade sig ha tre mål med kriget: att frita alla ur gisslan, förgöra Hamas, och säkerställa att Gaza inte utgör ett säkerhetshot för Israel i framtiden.
Under vapenvilan genomförde Hamas ett terrordåd i Jerusalem, där två beväpnade män öppnade eld mot en busskur. Tre personer dödades och ytterligare sex skadades innan gärningsmännen dödades av israeliska säkerhetsstyrkor samt en privatperson på plats.

### Striderna fortsätter (pågående sedan 1 december 2023)
Efter en veckas eldupphör började striderna på nytt morgonen den 1 december. Det rapporterades att Hamas hade inkluderat döda människor i listan av gisslan som skulle friges, vilket Israel inte accepterade. Dessutom sköts raketer mot Israel från Gaza. Den israeliska offensiven breddades nu för att även innefatta områden i södra Gazaremsan. IDF släppte flygblad över staden Khan Yunis, där många internflyktingar hade sökt skydd, och uppmanade civilbefolkningen att evakuera. Hårda strider följde i Khan Yunis och Gaza stad, strider som av den israeliska generalmajoren Yaron Finkelman beskrevs som de dittills mest intensiva. Hamas användande av mänskliga sköldar gjorde situationen för civilbefolkningen ännu svårare. Med hänvisning till den "totala kollapsen" av de humanitära förhållandena i Gaza åberopade FN:s generalsekreterare Antonio Gutérres artikel 99 i FN-stadgan, som ger generalsekreteraren möjligheten att sammankalla säkerhetsrådet för att diskutera ett ärende som generalsekreteraren anser "hotar internationell fred och säkerhet". Målet med sammanträdet var att genom en bindande resolution få till en vapenvila. Indignationen över åtgärden var enorm i Israel, särskilt då ingen generalsekreterare hade använt sig av artikel 99 på över 50 år. Israels utrikesminister Eli Cohen anklagade generalsekreteraren för att vara en "fara för världsfreden", och för att stötta Hamas. Den israeliska oppositionsledaren Yair Lapid sade att det inte fanns någon annan rationell förklaring än antisemitism till att generalsekreteraren brutit decennier av praxis för att kritisera just Israel. Förslaget röstades ned efter att USA hade lagt in sitt veto. Hamas fördömde USA:s veto och kallade det "oetiskt och inhumant".
Den 7 december började bilder cirkulera på sociala medier som visade grupper av palestinska män i underkläder, omgivna av israeliska soldater. Enligt IDF var männen på bilderna "Hamasmedlemmar eller misstänkta Hamasmedlemmar", som hade uppmanats att klä av sig för att säkerställa att de ej gömde sprängladdningar under kläderna. IDF:s talesperson sade att de som inte var terrorister skulle släppas. Bilderna väckte stor upprördhet i den muslimska världen, och flera av dess företrädare fördömde förfarandet, som kallades "förödmjukande".
15 december tillkännagav IDF att man hade skjutit ihjäl tre ur den israeliska gisslan som hade lyckats att undkomma sina kidnappare. Trots att de var nakna på överkroppen och viftade på ett vitt tygstycke ska en israelisk soldat av oklara skäl ha känt sig hotad och öppnat eld, något som enligt IDF bryter mot dess egna regler, vilket dödade två ur gisslan och skadade den tredje. Efter rop på hjälp på hebreiska ska befälhavaren ha beordrat eldupphör, men trots detta avlossades en ny skottsalva lite senare, varpå den tredje ur gisslan dödades. IDF:s överbefälhavare Herzi Halevi sade att de dödade hade gjort allt de kunnat för att visa vilka de var och att det var den israeliska försvarsmakten, och han som dess högste ledare, som bar ansvaret för det som inträffat. Han betonade att soldaternas bröt mot IDF:s regler när de sköt mot människor som hade hissat vit flagg, men belyste samtidigt att de israeliska soldaterna befinner sig i en mycket svår situation då Hamas strider i civila kläder och angriper IDF på "bedrägliga" sätt.
På julafton genomförde IDF en flygräd mot flyktinglägret al-Maghazi i centrala Gaza, vilket enligt Hamas resulterade i 68 dödsfall. En källa inom IDF uppgav att man använt sig av fel ammunition vilket orsakade "omfattande indirekta skador" som kunde ha undvikits. Arméns talesperson sade att IDF ”beklagar att personer som inte var inblandade skadades”, och att man tar lärdom av incidenten.

Situationen den 25 augusti 2024: De Hamas-kontrollerade delarna av Gazaremsan i rött, väster om Gazaremsan Medelhavet. Hamas-terrorister i Israel var aktiva i området upp till den röda streckade linjen. Det gula området markerar Gaza-kuvertet som evakuerades från den 8 oktober. De områden som israeliska militären säger bör lämnas är avgränsade i blått; De blå områdena indikerar militärens frammarsch in i Gazaremsan.

Den 20 februari 2024 uppgav IDF att antalet dödade Hamas-krigare uppgick till 12 000.

### Offensiven mot Rafah (pågående sedan 6 maj 2024)
I februari 2024 tillkännagav Netanyahu planer på en offensiv mot Rafah i södra Gaza. USA meddelade att de inte kunde stödja en oplanerad offensiv, med hänvisning till de många flyktingar som samlats i Rafah efter offensiverna mot andra delar av Gaza. Även Tyskland, som har stött Israel under kriget, motsatte sig en offensiv mot Rafah. Efter att förhandlingarna mellan Hamas och Israel misslyckats med att nå en vapenvila den 6 maj, intog Israel gränsövergången i Rafah. Den 28 maj nådde israeliska stridsvagnar centrala Rafah för första gången under offensiven. Under offensiven har israelisk beskjutning flera gånger träffat flyktingar i Rafah, och 45 personer rapporterades ha dött i en attack, då en eld bröt ut i ett flyktingläger som träffats av israeliska bomber. Detta ledde till skarpa fördömanden från omvärlden. Netanyahu beklagade händelsen som ett tragiskt misstag.

## Strider utanför Gazafronten

### Västbanken
Efter krigsutbrottet ökade även spänningen på Västbanken. I området finns flera verksamma terrororganisationer, bland andra al-Aqsa-martyrernas brigader, palestinska Islamiska Jihad, och även Hamas. Israelisk militär genomförde därför flera kontraterrorismoperationer under kriget, bland annat i Jenin, Nablus, Tulkarm och Ramallah. Enligt palestinska tjänstemän har 314 palestinier dödats på Västbanken. IDF har även genomfört flera gripanden, och uppger att man arresterat över 2 550 personer, varav 1 300 är associerade med Hamas.
Under hela 2023, det vill säga även innan den 7 oktober, skedde även en ökning av våldsamheter mellan civila israeler och palestinier. 10 palestinier uppges ha dödats av israeliska bosättare, samtidigt som 41 israeler dödades av palestinier, hela Israel inkluderat men 7 oktober exkluderat.

### Libanon
I samband med krigsutbrottet fanns det en stor oro för att konflikten skulle eskalera till ett regionalt krig. Det rådde en stor osäkerhet kring huruvida den Iranstödda shiamuslimska milisen Hizbollah, som av Israel uppskattades besitta uppemot 150 000 raketer och som hade goda relationer med Hamas, skulle lägga sig i kriget. USA skickade 2 hangarfartyg, USS Dwight D. Eisenhower och USS Gerald R. Ford, samt 10 andra örlogsskepp till området lastade med hundratals stridsflygplan och över 10 000 man. Detta enligt USA:s försvarsminister Lloyd Austin för att "öka avskräckningen, skydda amerikanska styrkor samt assistera i försvaret av Israel". Drygt en månad in i kriget hade Hizbollahledaren Hassan Nasrallah inte gett något besked om en storskalig involvering, även om han uttryckte ett starkt stöd till Hamas och kallat terrorattackerna 7 oktober "heroiska". Istället inledde man en daglig raketbeskjutning av norra Israel, med israeliska motattacker som svar. Israel beordrade en evakuering av orter i anslutning till gränsen, inklusive staden Kiryat Shmona, samtidigt som drygt 19 000 libaneser flydde sina hem.
Hittills har Hizbollah uppgett att 138 av dess medlemmar dödats, medan IDF uppger att man har förlorat 12 soldater.
Den 3 januari 2024 dödades en av grundarna för Hamas väpnade gren Qassambrigaderna, Saleh Al-Arouri, av en israelisk drönarattack i Beirut. Anfallet var det största mot huvudstaden sedan kriget 2006. Operationen beskrevs som en politisk och militär framgång för Israel, samtidigt som den ledde till en ökad oro för eskalering.

### Syrien
Israel hade sedan många år tillbaka bombat mål i Syrien för att förhindra att Iran och miliserna som de stöttar ökar sitt inflytande i landet. Den 12 oktober bombade man flygplatserna i Damaskus och Aleppo. Under kriget har raketer skickats från Syrien mot Israel, bland annat av Hizbollah. USA genomförde även flera flygräder mot mål i Syrien, som svar på påstådda attacker mot amerikanska flygbaser i Syrien och Irak från Iranstödda grupper.
Den 25 december dödades den iranske generalmajoren Razi Mousavi i ett israeliskt flyganfall mot Damaskus.

### Jemen
De Iranstödda shiamuslimska Huthirebellerna, verksamma i norra Jemen, förklarade den 31 oktober krig mot Israel efter att ha avfyrat en serie av ballistiska robotar samt kryssningsmisiler mot landet. Omkring två veckor före detta hade det amerikanska örlogsfartyget USS Carney skjutit ned fyra robotar och femton drönare inom en 20-timmarsperiod. Under kriget har även åtminstone en missil på väg från Jemen mot Israel skjutits ned av Saudiarabien. 19 november kapade Huthirebellerna ett Bahamasflaggat fraktskepp i Röda havet, som enligt uppgift hade 25 besättningsmedlemmar. Israel förnekade att fartyget skulle vara israeliskt, men det ägdes av ett brittiskt företag som är delägt av israelen Abraham Ungar.
Den 3 december attackerades tre kommersiella fartyg av ballistiska missiler, och i två fall tog Huthirebellerna på sig attackerna. Amerikanska stridsfartyg sköt ner flera drönare samt en ballistisk missil som var på väg i riktning mot USS Carney, även om det inte är säkert att den var måltavlan. Den 12 december attackerade Huthierna ett norskt fartyg på väg till Italien med råvaror till biobränsle, som gruppen felaktigt påstod var lastat med olja på väg till Israel.
Beskjutningen av fraktskepp ansågs vara ett hot mot världshandeln. Flera stora rederier ledde om sin trafik. För att skydda passagen genom den oumbärliga Suezkanalen lanserade USA operation Prosperity Guardian, en multinationell koalition med uppgift att skydda kommersiell trafik i Röda havet.

### Irak
Kriget mellan Hamas och Israel ledde till en ökad hotbild mot amerikanska baser i Irak och Syrien. USA sköt ned tre drönare i Irak, efter att dessa attackerat amerikanska styrkor. Den 8 december 2023 besköts den amerikanska ambassaden i Bagdad av en Iranstödd milisgrupp, utan att några skador rapporterades. Timmar senare angreps amerikanska styrkor i Irak och Syrien av raketer och drönare. Irakiska grupper har även tagit på sig drönarattacker mot Eilat.

## Gisslandramat

### Bakgrund
Enligt judisk lag är fritagandet av gisslan en essentiell plikt, och Shulchan aruch likställer dess fördröjande med blodsspillan. Israel har därför en lång historia av att vidta långtgående och stundtals djärva åtgärder för att frita sina medborgare. 1976 fritogs 102 israeler efter att israeliska kommandosoldater i hemlighet stormade Ugandas största flygplats. Fyra år tidigare lyckades en elitstyrka ledd av Ehud Barak, och där bland annat blivande premiärminister Benjamin Netanyahu ingick, framgångsrikt ta kontroll över det kapade flygplanet Sabena 571 förklädda till flygplanstekniker. Ett modernt exempel är när man 2011 utväxlade över 1 000 palestinska fångar mot en enda soldat. Israels starka vilja att få hem sina medborgare, och särskilt den stora fångutväxlingen 2011, har pekats ut som ett av skälen till att Hamas kände sig motiverade att kidnappa israeler i samband med attacken.

### Kidnappningarna
Hundratals människor kidnappades av Hamas och andra palestinska väpnade grupper under krigets första dag. Många av dessa fritogs när de fortfarande var på israelisk mark. I ett klipp publicerat av IDF visas israeliska specialstyrkor som efter eldstrider med Hamas enligt uppgift fritar 250 gisslantagna. Det var dock långt ifrån alla som hunnit bli räddade, och ca 240 personer fördes till Gazaremsan. Dessa var en blandning av civila, barn och soldater. Den äldsta i gisslan var 85 år, och den yngsta 10 månader gammal. En ur gisslan var så pass gravid att hon antogs ha fött barn i Gaza. Gisslandramat kom att bli en av krigets stora talepunkter. 
Initialt rådde en stor osäkerhet kring hur många som faktiskt kidnappats den 7 oktober, då många av de döda kropparna i Israel var massakrerade bortom igenkänning vilket försvårade identifieringsarbetet. Den 29 oktober sa IDF:s talesperson Daniel Hagari att man hade informerat familjerna till 239 personer som hölls som gisslan i Gazaremsan, och lade till att statusen för ytterligare 40 fortfarande var okänd. Israeliska armén visste inte säkert var de kidnappade befann sig, men övervakningskameror från Al-Shifasjukhuset visade hur några ur gisslan förts in genom sjukhusets huvudentré, där Israel anklagade Hamas för att ha en kommandocentral.
I början av kriget hotade Hamas med att avrätta en ur gisslan för varje israelisk bomb träffar "civila i deras hem utan förvarning", något som dock ej har skett. Istället publicerades filmer där gisslan riktade hård kritik mot Netanyahu, som kallade draget för "en ondskefull psykologisk krigföring av Hamas-IS". Hamas påstod även att 50 ur gisslan dödats i israeliska flygräder.
Per den 19 maj 2024 ska 124 personer vara kvar som gisslan hos Hamas.

### Demonstrationer

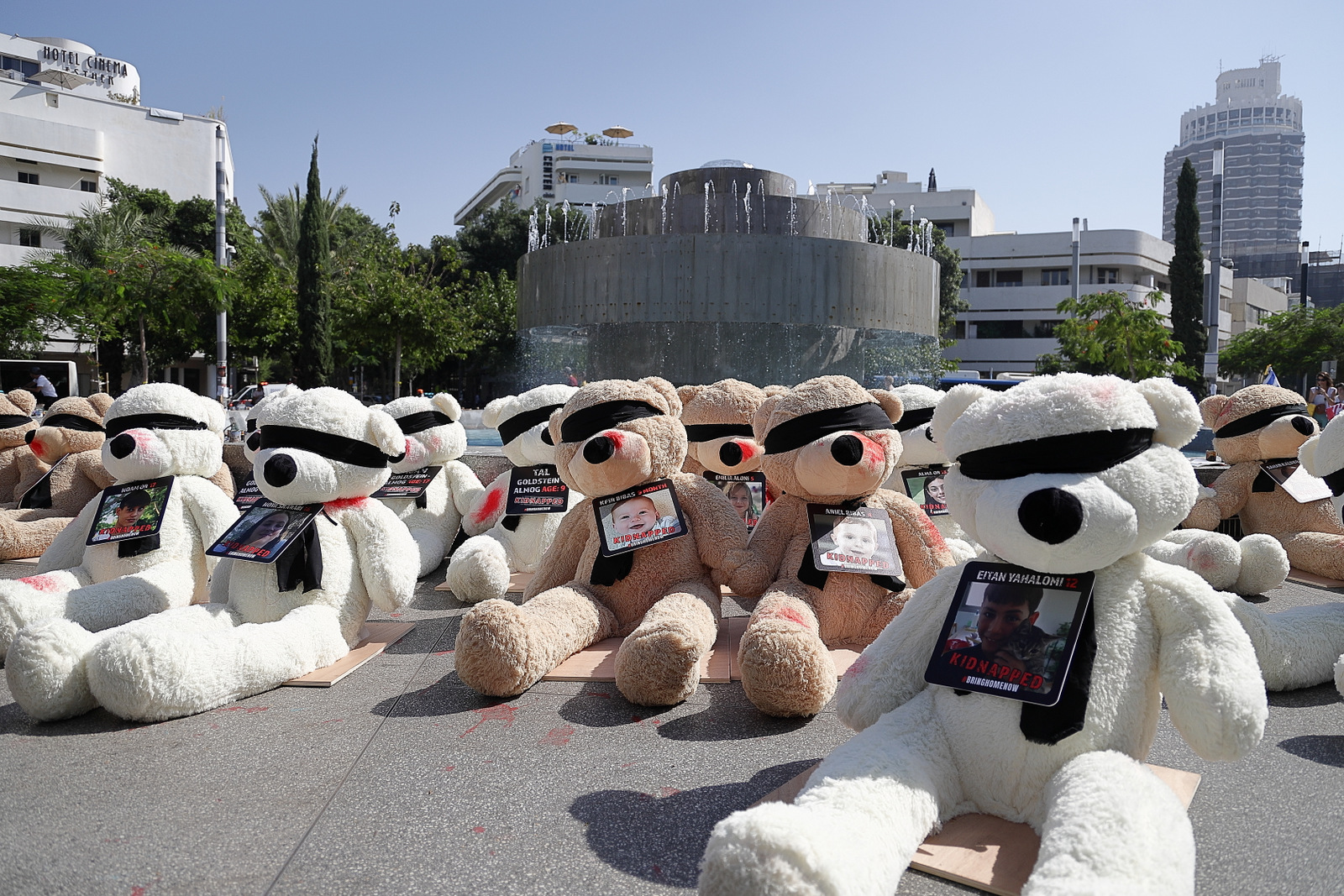
Aktion för att uppmärksamma de barn som kidnappats av Hamas i Tel Aviv, 25 oktober 2023.

I takt med att kriget fortsatte ökade trycket på den israeliska regeringen att göra mer för att frita de som kidnappats av Hamas och andra palestinska grupper. Även om de flesta israeler ville se Hamas förgöras fanns det sympatier för de familjer vars släktingar var bortrövade. I en uppmärksammad demonstration marscherade tusentals personer, ledda av anhöriga, den 19 november från Tel Aviv till Jerusalem för att sätta press på Netanyahu. Den internationella kampanjen "bring them home now" anordnade tillställningar såväl i som utanför Israel, vilket ytterligare bidrog till att den israeliska regeringen tvingades visa att man prioriterade frigivandet av gisslan. Även under 2024 genomfördes demonstrationer med tiotusentals deltagare, demonstranterna har krävt regeringen Netanyahus avgång, och vill se förhandlingar som kan leda till att gisslan släpps.

### Förhandlingar om frigivande
Då Hamas och Israel inte har någon direktkontakt med varandra skedde alla förhandlingar via medlare, vilket framför allt var Qatar, USA och Egypten. Efter flera veckors strider utlyste man att en överenskommelse hade nåtts, där Hamas skulle släppa 50 civila av gisslan, samtliga kvinnor och barn, över en fyra dagar lång period av vapenvila. I utbyte skulle Israel släppa fria 150 palestinska fångar, kvinnor och minderåriga som dömts för bland annat stenkastning, "skada av regionens säkerhet", vapeninnehav samt två fall av mordförsök. Israel skulle även avstå från drönarövervakning av Gaza i sex timmar per dygn. Vapenvilan skulle förlängas med en dag för var 10:e person som släpps av Hamas.

## Dödsoffer och skadade
Över 100 000 människor hade dött till följd av kriget enligt bedömningar i december 2024. De totala mängden direkta dödsoffer bedömdes den 3 december 2024 ha uppgått till över 46 000 personer, varav över 44 500 palestinier i Gaza, över 800 palestinier på Västbanken, och över 1700 israeler. Döda palestinier till följd av svält bedömdes i oktober 2024, till över 60 000 personer, av en organisation för amerikanska sjukvårdsarbetare verksamma i Gaza. Antalet skadade beräknades till över 105 000 i Gaza, över 6000 på Västbanken, och över 8700 i Israel. I januari 2024 rapporterade Rädda Barnen att över 1000 barn i Gaza hade fått kroppsdelar amputerade, och i oktober 2024 rapporterades Lisa Doughten från FN-organet OHCA ha hävdat att 10 barn amputeras varje dag, och det medfört att Gaza har världens största kohort av amputerade barn i modern tid.

### I Israel

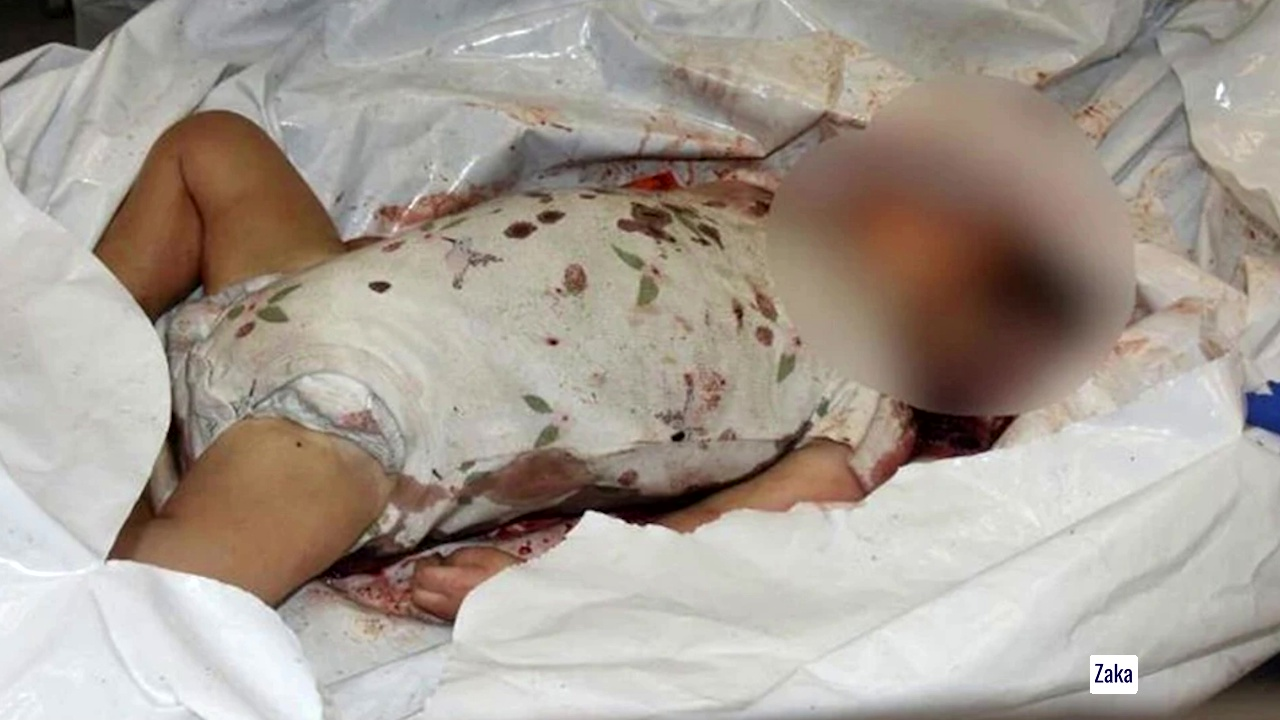
Spädbarn som dödats i Hamas attack den 7 oktober.

Hamas attack den 7 oktober var framför allt riktad mot civilbefolkningen. De tusentals raketer som avfyrades under krigets första dagar var riktade mot israeliska storstäder och träffade bland annat Barzilai-sjukhuset i Ashkelon, bostadshus i Tel Aviv samt förorter till Jerusalem. En dryg månad efter attacken uppgav israeliska polisen att av de drygt 1 200 israeler som hade dödats den 7 oktober, var 859 identifierade som civila. Av dessa dödades 360 personer i massakern vid musikfestivalen i Re'im. Utöver detta tog Hamas i samband med attacken med sig 239 gisslan tillbaka till Gaza, bland dessa många kvinnor och barn.
I en film sammanställd av Israel, som visats för journalister men ej för allmänheten, visas sekvenser fångade av Hamaskrigares kroppskameror samt övervaknings- och trafikkameror och som skildrar massakern. TT-journalisten Patrik Dokk beskrev i en artikel visningen så här:
| ”                 | Filmen är 43 minuter lång och består av en närmast ändlös ström av obeskrivligt våld och lidande. Känslokalla avrättningar av civila och brutala våldsdåd mot skadade, döende människor. Kidnappade män och kvinnor med vettskrämda blickar. Livrädda, skadade barn som just sett sin pappa skjutas ihjäl. Massakrerade, brända kroppar. Mycket av det i närbild och med ljud. | „ |
| – Patrik Dokk, TT | |   |

Flera dödade kvinnor i Israel hittades avklädda. Det fanns även vittnesmål om att Hamassoldater ska ha utfört våldtäkter i samband med attacken.
Ca 200 000 israeler evakuerades ur sina hem i norra Israel och i anslutning till Gaza på grund av raketbeskjutning från Hamas och Hizbollah.

### I Gaza

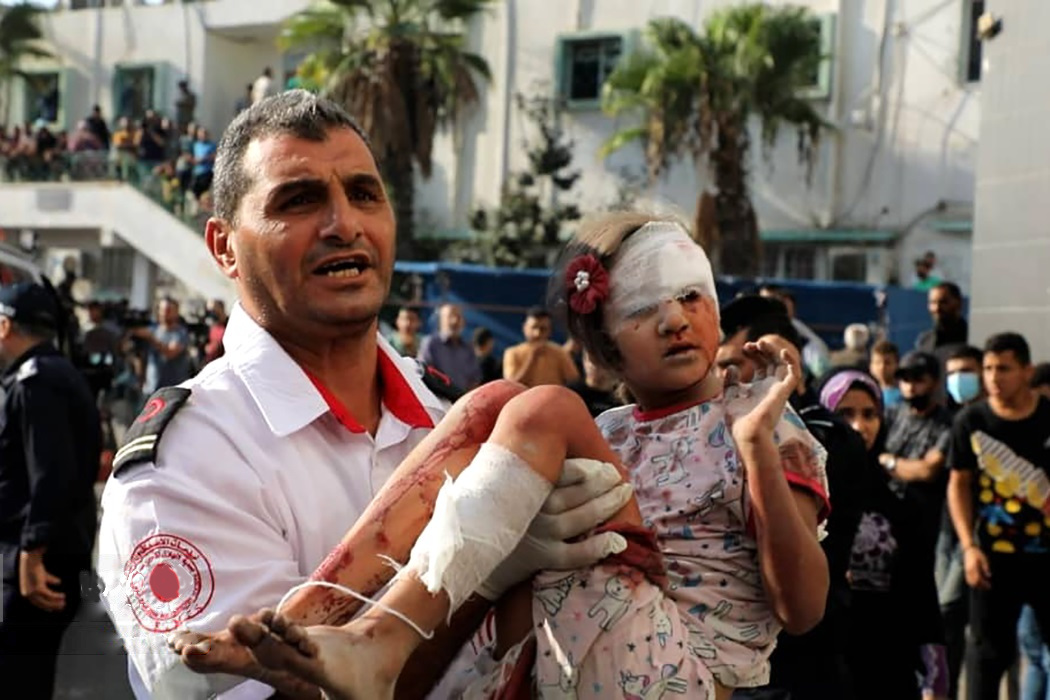
En sjukvårdare bär på ett skadat barn i Gaza, 16 oktober 2023.

Efter krigsutbrottet inledde Israel en massiv bombningskampanj av Gaza. Man initierade även en total blockad av Gazaremsan och stängde av el- och vattenförsörjningen, samt mat- och bränsleinflödet. Efter internationella påtryckningar började man efter två veckor tillåta mat och medicin att passera in via gränsen till Egypten.
Man beordrade även en evakuering av hela norra delen av Gazaremsan, vilket påverkade cirka 1,1 miljon människor. Eftersom alla civila inte evakuerat befaras tusentals ha begravts i rasmassorna efter bombningarna. FN:s generalsekreterare António Guterres sa den 6 november att en vapenvila blir mer nödvändig "för varje timme som går".
| ”                                   | The nightmare in Gaza is more than a humanitarian crisis. It is a crisis of humanity. The intensifying conflict is shaking the world, rattling the region and, most tragically, destroying so many innocent lives. Ground operations by the Israel Defense Forces and continued bombardment are hitting civilians, hospitals, refugee camps, mosques, churches and UN facilities – including shelters. No one is safe." | „ |
| – António Guterres, 6 november 2023 | |   |

Vid minst två tillfällen har all telekommunikation med Gazaremsan brutits.
Israel anklagade Hamas för att använda mänskliga sköldar, samt för att ha en kommandocentral under Al-Shifasjukhuset, varför man genomförde räder mot civila mål, inklusive sjukhuset. Israel fick hård internationell kritik för detta, bland annat av WHO som sa att Al-Shifa hade förvandlats till en "dödszon".
Allteftersom kriget fortsatte blev den humanitära situationen i Gaza allt svårare. Staden Rafah i södra Gazaremsan, som i vanliga fall har drygt 170 000 invånare, var nu tillflyktsort för 1,5 miljoner palestinier som flytt de intensiva strider som pågick på de flesta platser i Gaza. Satellitbilder har visat hur stora tältläger brett ut sig i och omkring staden, och det råder en extrem trångboddhet med 22 000 invånare per kvadratkilometer. Utöver brist på förnödenheter föreligger dåliga sanitära förhållanden, vilket har gjort att smittsamma sjukdomar fått fäste i området.
Situationen har dock beskrivits vara värst i norra Gaza, som avskurits från omvärlden av israeliska styrkor. Trots Israels evakueringsordrar uppskattade UNRWA i mars 2024 att 300 000 människor var kvar i området. Det har varit mycket svårt att leverera varor till norra Gaza, och FN:s livsmedelsprogram har pausat sina leveranser till området till följd av en "kollapsad" allmän ordning. Organisationen uppger att det råder "hög spänning" och "explosiv ilska" i området, och att deras humanitära konvojer omgärdats av hungriga folkmassor, utsatts för plundring, och att en chaufför blivit misshandlad. Människor har tagit sig ombord på konvojerna, och de har även utsatts för beskjutning (utan att specificera av vem). Bristen på mat har gjort att svår hungersnöd råder i området, och enligt Unicef lider vart sjätte barn av akut undernäring. Människorättsorganisationen Human Rights Watch anklagar Israel för att använda svält som vapen, vilket utgör ett krigsbrott. Man menar att landet aktivt blockerar inflödet av vatten, mat, och bränsle, samtidigt som man förstör jordbruksmarker . Israel har avvisat anklagelsen som falsk och uppger att man förser Gaza med 28 miljoner liter vatten dagligen och att 126 000 ton bistånd har släppts in i området sedan krigets start.

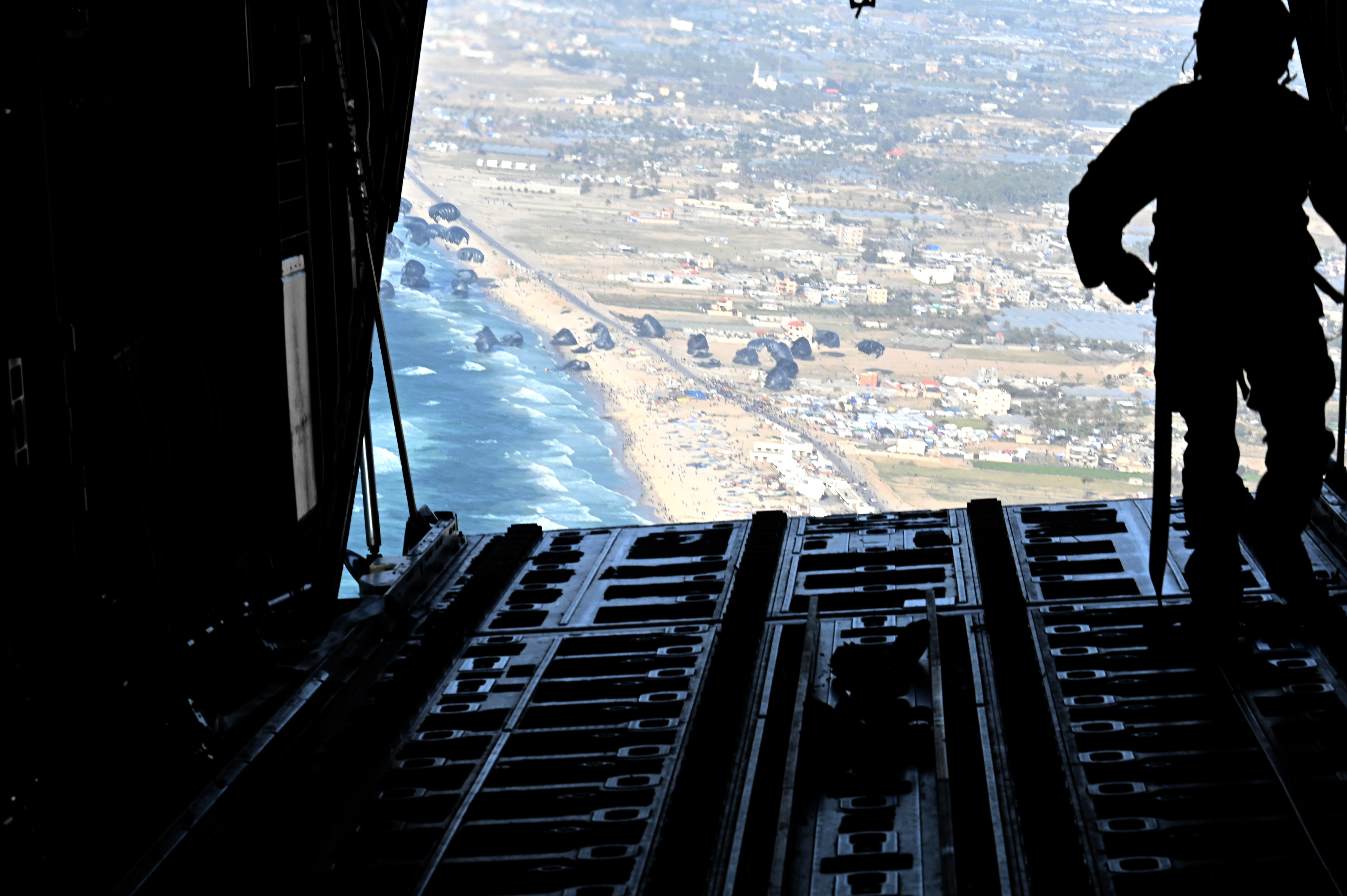
Amerikanska luftleveranser som just släppts över Gaza, 2 mars 2024.

Den akuta humanitära situationen har gjort att flera länder, däribland USA, Jordanien, Egypten, Frankrike, Nederländerna och Belgien, med fallskärm börjat släppa förnödenheter över norra Gaza. Åtgärden har dock dömts ut som otillräcklig, och anses även amplifiera den redan kaotiska situationen på marken då tumult uppstår när hungriga människor plötsligt får tillgång till en begränsad mängd bistånd. Den 8 mars uppgavs fem palestinier ha dödats av en matleverans från luften, till följd av att paketet störtat mot marken då fallskärmen inte vecklades ut.
Den 19 juni 2024 uppgav den Hamaskontrollerade hälsomyndigheten i Gaza att över 37 396 Gazabor dödats i kriget sedan den 7 oktober 2023. Israels regering har kallat dödssiffrorna opålitliga, men enligt bland andra Israels underrättelsetjänst är siffrorna trovärdiga. Minst 10 000 barn finns bland de dödade. Hamas uppgifter över antal dödade gör ingen skillnad på civila offer och stupade Hamas-krigare. Enligt bland annat tjänstemän i Gaza kan siffrorna vara i underkant då de utelämnar människor vars kroppar inte hittats eller som begravts omedelbart efter sin död.

## Reaktioner

### FN

#### FN:s generalförsamling
Den 27 oktober röstade FN:s generalförsamling igenom en resolution som krävde en humanitär vapenvila i Gaza. 120 länder röstade för, medan 14 länder röstade mot. Sverige tillhörde ett av de 45 länder som istället lade ner sina röster. Den 13 december antog generalförsamlingen ytterligare en resolution som krävde omedelbar humanitär vapenvila. Denna gång röstade 153 länder för, medan 10 röstade emot och 23 länder lade ner sina röster. Sverige röstade för resolutionen i denna omröstning. I en symbolisk handling till stöd för palestiniers sak i FN röstade en bred majoritet av FN:s medlemsländer i generalförsamlingen den 10 maj för att FN:s säkerhetsråd åter skulle ta upp frågan om att göra Palestina till en fullvärdig medlem i FN. 143 medlemsländer röstade för rekommendationen, medan 9 länder röstade mot.

#### FN:s säkerhetsråd
Säkerhetsrådet antog den 23 december 2023 en resolution som uppmanade både parterna i konflikten att respektera internationell rätt, däribland deras skyldighet att skydda civila, civila mål, humanitära hjälparbetare och skyldighet att släppa fram humanitär hjälp. Säkerhetsrådet krävde att båda parter skulle tillåta, underlätta och möjliggöra "omedelbar, säker och obehindrad leverans av humanitärt bistånd i stor skala direkt till den palestinska civilbefolkningen i hela Gazaremsan", 13 medlemmar röstade för medan de två återstående, USA och Ryssland, avstod från att rösta eller använda sina veton.  Den 25 mars 2024 röstade FN:s säkerhetsråd igenom en resolution som krävde vapenvila i Gaza under ramadan, omedelbart frigivande av gisslan som Hamas håller samt säkerställa att humanitära hjälpinsatser ges tillgång till Gaza. Alla medlemmar i säkerhetsrådet röstade för, med undantag för USA, som la ner sin röst.
Algeriet lyfte frågan om att Palestina skulle bli en fullvärdig medlem i FN den 18 april. 12 länder röstade för och 2 lade ner sina röster, men förslaget stoppades av USA som använde sitt veto.

#### FN:s råd för mänskliga rättigheter
Den 5 april 2024 antog FN:s råd för mänskliga rättigheter på Islamiska konferensorganisationens (genom Pakistan) initiativ en resolution som fördömde Israels användande av svält som ett vapen i Gaza-kriget, och uppmanade till ett vapenembargo. Av rådets 47 medlemmar röstade 28 för, 6 emot och 13 avstod.
Internationella domstolen i Haag
I december 2023 stämde Sydafrika Israel inför den Internationella domstolen (ICJ) med en anklagelse om folkmord. Israel och Sydafrika är båda, likt alla FN:s medlemsländer, automatiskt också medlemmar i ICJ. Domstolen beslutade i januari att ta upp fallet, och kom med ett interimistiskt beslut om att Israel måste vidta alla åtgärder som stod i dess makt för att se till att deras trupper inte begick ett folkmord i Gaza, men uppmanades inte sluta med sin krigföring per se så som Sydafrika begärt. Israel ålades däremot att inom en månad rapportera tillbaka till domstolen och redovisa vilka åtgärder de vidtagit. Israels premiärminister Netanyahu svarade i ett tal att domstolen inte kunde stoppa deras krigföring. I februari 2024 krävde Sydafrika att ICJ skulle undersöka om en offensiv mot Rafah, som Israel då rapporterades planera, bröt mot beslutet från januari om att Israel skulle göra allt för att undvika att begå ett folkmord. I mars krävde Sydafrika att ICJ skulle beordra Israel att släppa in nödhjälp till Gaza och förhindra en svältkatastrof. Den 28 mars beordrade domstolen Israel att förhindra svält i Gaza och utan dröjsmål öppna fler vägar för nödhjälp till Gaza. Israel påbörjade sin offensiv mot Rafah i maj, och den 24 maj 2024 beordrade domstolen Israel att omedelbart måste stoppa offensiven.

#### Internationella brottmålsdomstolen
Den internationella brottmålsdomstolen (ICC) har sedan 2015 utrett krigsförbrytelser i Israel-Palestina-konflikten, detta då Palestina sedan 2014 erkänts som en stat av FN:s generalförsamling och därmed kunnat gå med i domstolen och ge den jurisdiktion. Israel, som inte är en medlem av ICC, har motsatt sig detta och på olika sätt motarbetat domstolens arbete. Den 12 oktober meddelande ICC:s chefsåklagare Karim Khan att både krigsförbrytelser begångna av palestinier på israeliskt territorium och av israeler på palestinskt territorium skulle omfattas av ICC utredning om Palestina. I början av december 2023 företog Kahn en resa där han bland annat besökte platser som attackeras av Hamas den 7 oktober, och konstaterade att Hamas hade begått grava brott mot internationell rätt, men påpekade också att Israels respons måste följa krigets lagar, och kommenterade till tidningen Haaretz att kriget inte heller gav israeliska bosättare frikort att döda palestinier.
Den 20 maj 2024 tillkännagav Khan att han ämnade lämna in ansökningar om arresteringsorder mot de israeliska ledarna premiärminister Benjamin Netanyahu och försvarsminister Yoav Gallant, samt Hamas-ledarna Yahya Sinwar, Mohammed Deif och Ismail Haniyeh, då dessa makthavare på båda sidor enligt Khan är ansvariga för olika förbrytelser under kriget, däribland utrotning som är ett brott mot mänskligheten. Den 21 november 2024 utfärdades arresteringsordrar för premiärminister Benjamin Netanyahu, tidigare försvarsminister Yoav Gallant samt Hamas ledare Mohammed Diab Ibrahim Al-Masri av ICC. Dock fanns det uppgifter att Al-Masri redan var död vid tiden arresteringsorden utfärdades.

### I Israel
Israel beskrevs efter attacken vara ett land i chock. Samhället hade svårt att förstå hur den israeliska säkerhetsapparaten kunde missa att en så omfattande terrorattack planerades och genomfördes samt hur försvarsmakten inte lyckades stoppa Hamas infiltration i Israel. Timmar efter Hamas attack höll premiärminister Benjamin Netanyahu ett tal till nationen där han förkunnade att Israel låg nu var i krig, efter att Hamas "denna morgon initierat en mordisk överraskningsattack mot Israel och dess medborgare". Oppositionen sade i ett gemensamt uttalande att det dagar som denna inte finns någon opposition eller koalition i Israel. Den 11 oktober bildades en nödregering i Israel.
Många bedömde dock att Netanyahus dagar som israelisk premiärminister var räknade på grund av det omfattande underrättelsemisslyckandet den 7 oktober. Den 15 november uppmanade oppositionsledaren Yair Lapid Netanyahu att avgå då han menade att det israeliska folket saknade förtroende för premiärministern. En opinionsmätning publicerad den 24 november 2023 visade att stödet för den regerande koalitionen hade sjunkit med över en tredjedel, och att Netanyahus parti Likud endast skulle få 18 av 120 platser i parlamentet om det då vore val, vilket kan jämföras med de 32 man fick det senaste valet 2022. 
Stödet för kriget mot Hamas var dock stort i Israel. I en opinionsmätning genomförd i mitten av oktober ansåg 36,6 % av israeliska judar att IDF:s respons i Gaza var väl avvägd, 57,5 % tyckte att IDF använde för lite eldkraft i Gaza, och endast 1,8 % var av åsikten att man gick fram för hårt. Anfallet påverkade även den israeliska allmänhetens syn på sin palestinska motpart och stödet för en fredsprocess med den palestinska myndigheten dalade till 26,5 % bland israeliska judar – ett fall på över 20 procentenheter.
I juli 2025 publicerade den israeliska människorättsorganisationen B'Tselem rapporten Our Genocide, genom vilken de menar att Israel gjort sig skyldigt till folkmord i Gaza under kriget som pågått sedan oktober 2023. Även den israeliska människorättsorganisationen PHR-I publicerade en rapport i juli 2025, kallad Destruction of Conditions of Life: A Health Analysis of the Gaza Genocide, på samma tema.

### I Gaza och Västbanken
Efter attacken jublades det i de palestinska områdena. Videoklipp visade hur en medvetslös kidnappad kvinna, iförd endast underkläder, kördes genom gatorna i Gaza framför jublande folkmassor som spottade på hennes kropp. På Västbanken gick folk ut på gatorna för att dansa och sjunga, samtidigt som godis delades ut. Initialt sade Mahmoud Abbas att Hamas handlingar inte representerade det palestinska folket, men det uttalandet drogs tillbaka. I mitten av november anklagade istället den palestinska myndigheten i ett officiellt uttalande IDF för att ha utfört massakrer mot den israeliska befolkningen den 7 oktober.
Khaled Mashal, en av de mest inflytelserika personerna i Hamas, sade i en intervju att man var "väl medveten" om konsekvenserna av attacken den 7 oktober, och sade att den palestinska friheten kräver "uppoffringar".
Första veckan i november 2023 genomförde organisationen Arab World for Research & Development en undersökning bland 668 palestinier på Västbanken och i Gazaremsan. Bland befolkningen i de palestinska områdena var stödet för Hamas stort, 89 % hade en positiv syn på dess väpnade gren Al-Qassambrigaderna, och 76 % hade en positiv syn på organisationen som helhet. Motsvarande stöd för Fatah var 23 %. Majoriteten svarade att de starkt stöttade (59 %) eller stöttade (16 %) Hamas attack den 7 oktober, samtidigt som 13 % var emot den. 90 % uttryckte ett stöd för en omedelbar vapenvila, men 79 % förväntade sig att Palestina skulle gå segrande ur kriget. Samtliga svarande i Gaza angav att det inte fanns en säker plats för dem eller deras familjer att ta vägen.

### I Västvärlden

Omvärldens reaktioner omedelbart efter den 7 oktobers attacker. Västvärlden betonade i de allra flesta fall Israels rätt till självförsvar.

Västvärlden lade under krigets inledningsskede generellt sett störst vikt på att betona Israels rätt att försvara sig, med vissa undantag. USA:s president Joe Biden kallade Hamas attack den 7 oktober för "en handling av ren ondska" och tillade att vi "i detta ögonblick måste vara kristallklara: vi står med Israel". Den 8 oktober fördömde EU "i starkaste möjliga ordalag" Hamas urskillningslösa attacker och uttryckte solidaritet för Israels rätt att försvara sig. Man betonade även vikten av att återuppta arbetet mot en varaktig fred. Tysklands förbundskansler Olaf Scholz erbjöd Israel militärt stöd, samt utfärdade ett förbud mot att stötta Hamas eller vara verksam inom organisationen.
I takt med att kriget fortskred, bombningarna av Gaza intensifierades och markinvasionen inleddes började vissa västledare, särskilt till vänster, att uttala sig kritiskt mot Israel. Den socialdemokratiska spanska premiärministern Pedro Sánchez sade den 24 november att Israel har rätt att försvara sig, men att "det urskillningslösa dödandet av civila, inklusive tusentals pojkar och flickor, måste upphöra" i ett uttalande som väckte stor indignation i Israel. Den belgiska premiärministern kallade förstörelsen av Gaza "oacceptabel".
Josep Borell, EU:s högste representant för utrikes- och säkerhetspolitiska frågor, vädjade till Israel att visa maximal återhållsamhet för att minska det civila lidandet, samtidigt som han fördömde Hamas för att använda sjukhus som mänskliga sköldar.
I maj 2024 meddelade Norge, Irland och Spanien, att de formellt erkänner Palestina som en stat. Detta motiverades med att det är ett led i att skapa fred och uppnå en tvåstatslösning.

### I den muslimska världen
En samlad muslimsk värld fördömde Israels agerande och uttryckte i olika grad sitt stöd för den palestinska saken samt i vissa fall även för Hamas. I ett OIC-möte i Riyadh avvisade man i ett gemensamt uttalande att Israels agerande i kriget skulle utgöra självförsvar, och fördömde den "israeliska aggressionen i Gazaremsan, krigsbrott och barbariska och omänskliga massakrer begångna av ockupationsstyrkorna".
Turkiets president Recep Tayyip Erdoğan kallade Hamas för "frihetskämpar", och var starkt kritisk mot Israels agerande under kriget där han anklagade landet för att vara en "terrorstat" och att världen bevittnar ett folkmord i Gaza. Irans högsta ledare Ayatollah Ali Khamenei hyllade attacken och citerade sin företrädare som kallade den israeliska regeringen för "en cancer som kommer att besegras", och i statlig iransk tv visades klipp av parlamentsledamöter som skanderade "död åt Israel" och "Palestina är segrande". Man förnekade dock direkt inblandning i attacken. Saudiarabien pausade sin normaliseringsprocess med Israel till följd av kriget, och fördömde Israels attacker mot "försvarslösa civila".
Det enda arabland som fördömt Hamas agerande under kriget är Bahrain, samtidigt som man även fördömde det israeliska svaret i Gaza.

### I Sverige
Omedelbart efter attacken fördömde företrädare för samtliga riksdagspartier Hamas agerande. Regeringen fördömde "reservationslöst" attacken och beslöt den 10 oktober att pausa biståndet till Palestina, med undantag för det humanitära stödet, samtidigt som man inledde en översyn av biståndet. På Sveriges gator utbröt efter den 7 oktober firanden med bilparader, dans och fyrverkerier. Statsminister Ulf Kristersson kallade firandena djupt ovärdiga och sade att "vi ser en slags importerad antisemitism i Sverige". Med hänvisning till den ökade hotbilden mot judar ökade man därför stödet till judiska centralrådet med 10 miljoner kronor. Inför Israels offensiv mot Rafah uttalade sig regeringen genom utrikesminister Tobias Billström och motsatte sig planerna. När Israel inlett Rafah-offensiven krävde Billström att Israel omedelbart skulle avbryta den och hänvisade till Internationella domstolens beslut om detta.

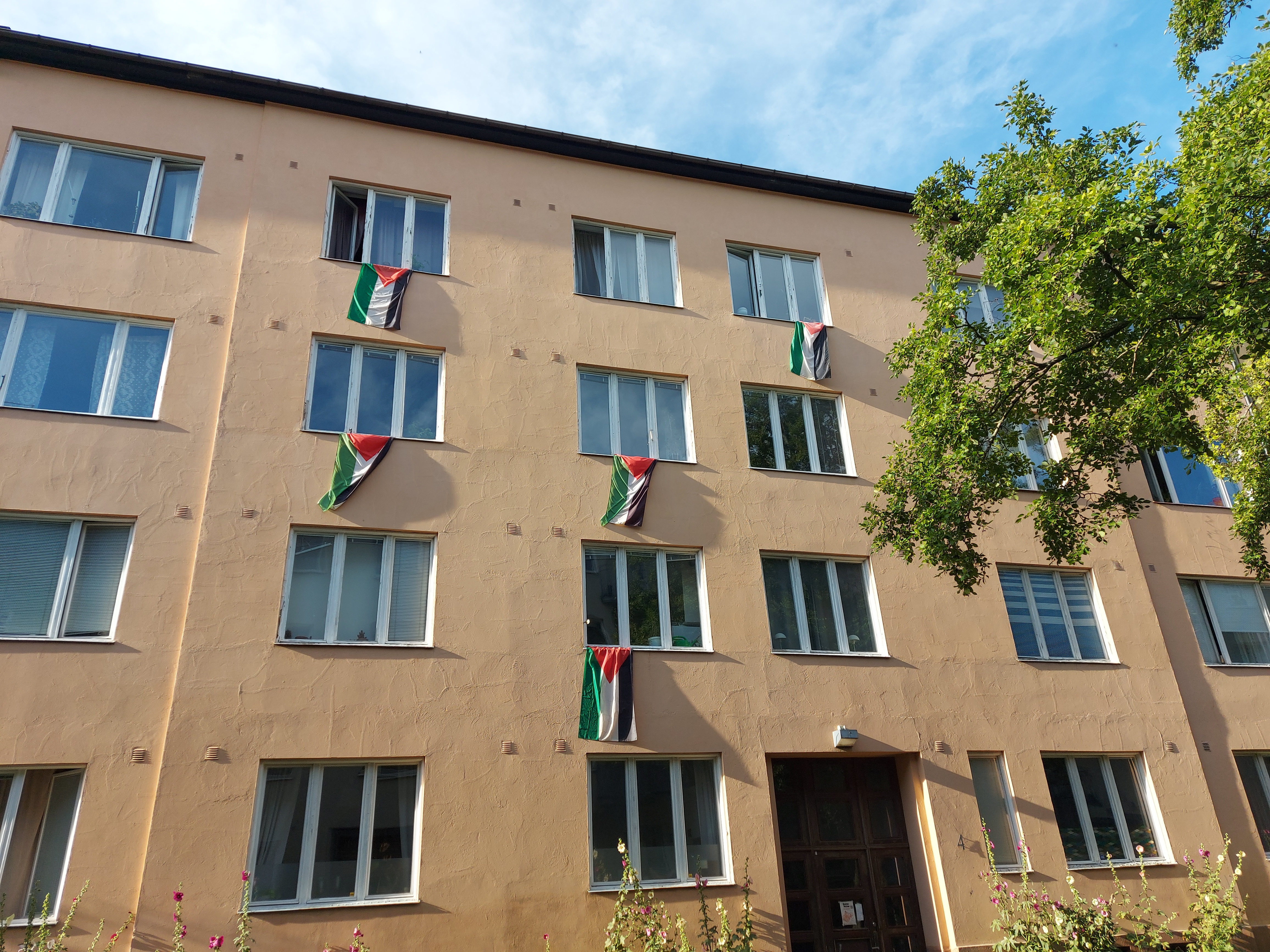
Palestinska flaggor på Sölvesborgsgatan i Malmö, 24 juli 2024.

I svenska opinionsundersökningar framgår att de svarande i hög utsträckning är negativt inställda till den israeliska krigföringen och att Hamas saknar stöd. I en undersökning genomförd av YouGov den 11-19 mars 2024 uppgav 46% av tillfrågade svenskar att de ansåg att Israel begår ett folkmord i Gaza, medan 26% ansåg att detta påstående var falskt. I samma undersökning uppgav endast 9% att den svenska regeringen gjort ett korrekt ställningstagande kring konflikten och 9% uppgav att regeringen borde ge ett tydligare stöd till Israel, medan 23% ansåg att regeringen borde ge ett tydligare stöd till Palestina. Andelen som ville se stoppad vapenexport, ekonomiska sanktioner och juridiska åtgärder mot Israel var högre än andelen som motsatte sig detta. I Demoskops undersökning från 31 oktober till 8 november 2023 uppvisade svenska folket en övervägande negativ syn på samtliga aktörer i konflikten. 48 % uppgav att de hade en negativ syn på Israels agerande, medan Hamas i princip helt saknade stöd hos den svenska befolkningen. Undersökningen kunde visa att attacken på Israel den 7 oktober och Israels efterföljande invasion av Gaza hade resulterat i en betydande polarisering i synen på Israels agerande jämfört med tidigare studier.

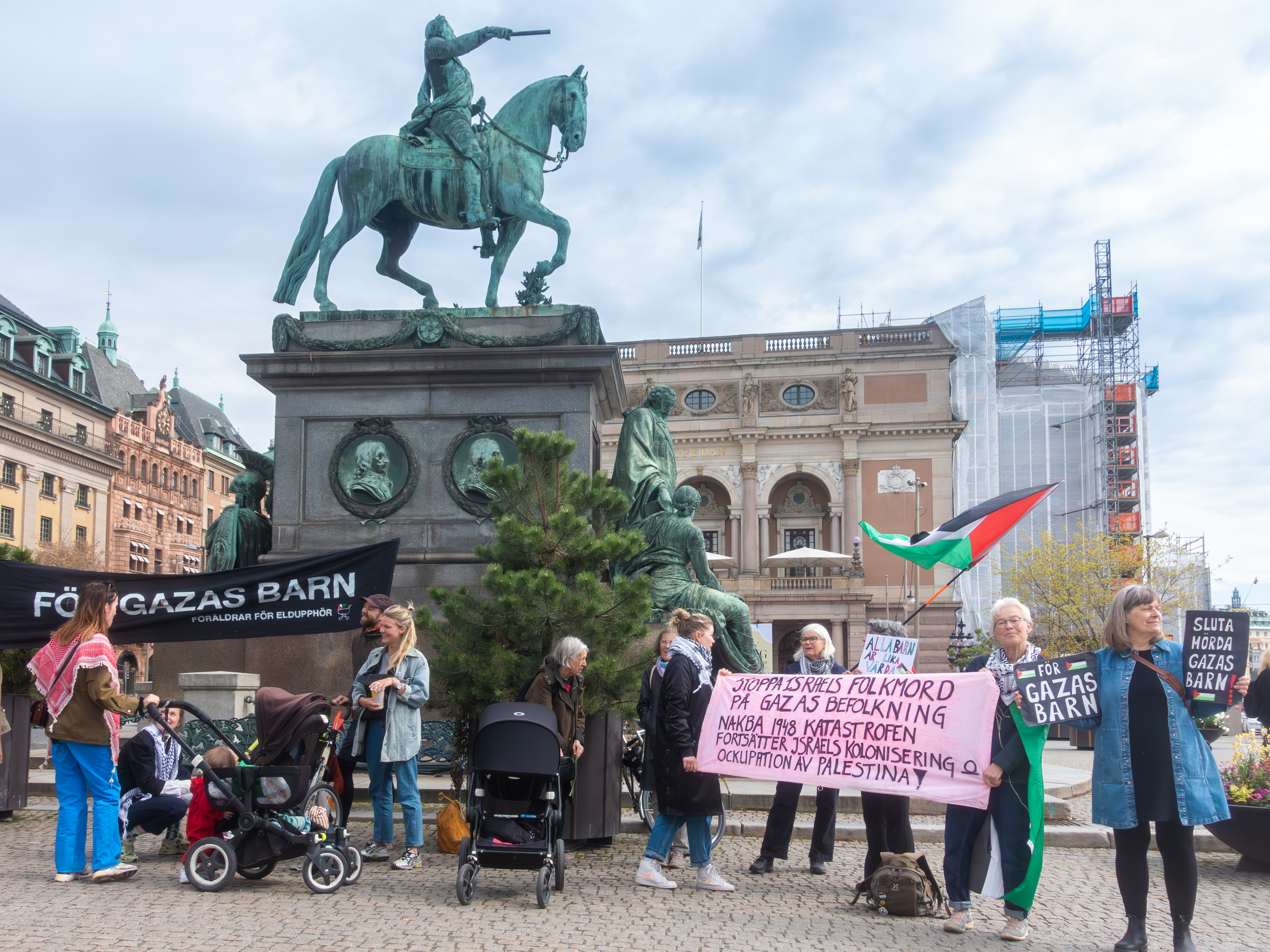
Manifestation för För Gazas barn på Gustav Adolfs torg i Stockholm i maj 2024.

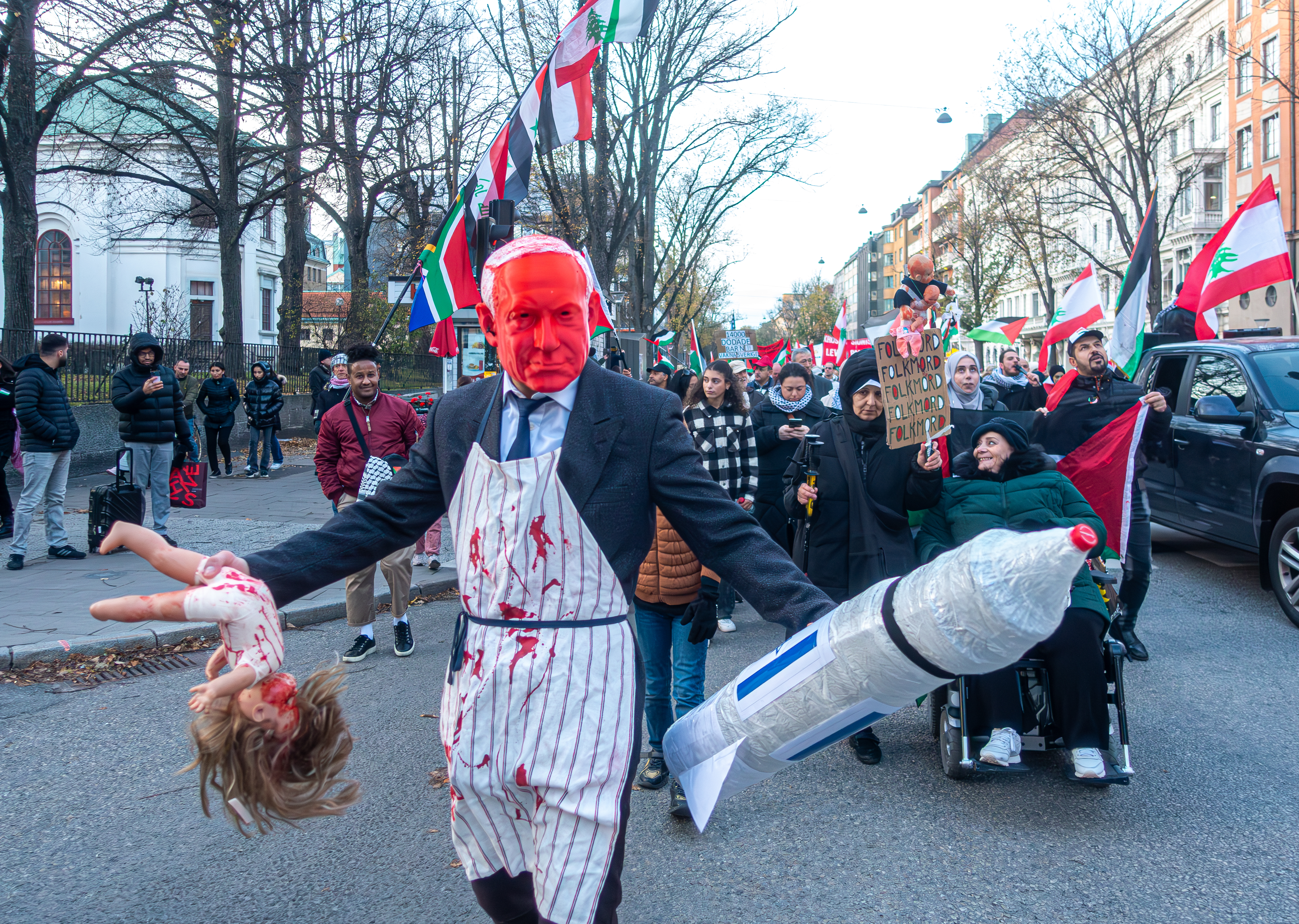
Propalestinsk demonstration med udden riktad mot Benjamin Netanyahu, i Stockholm den 2 november 2024.

En del av den svenska debatten kom att handla om den socialdemokratiska riksdagsledamoten Jamal El-Haj, som några månader innan krigsutbrottet trotsat partiets avrådan och deltagit på en palestinsk konferens med Hamaskopplingar och där suttit bredvid Amin Abu Rashid, känd för sin finansiering av Hamas. Ulf Kristersson sade sedan efter krigsutbrottet i en debatt att det finns en "terrorromantik" inom vissa socialdemokratiska kretsar, varpå en märkbart upprörd Magdalena Andersson (S) ifrågasatte hur han som statsminister kunde anklaga en människa som just förlorat flera släktingar för att vara terrorromantiker.
I en annan uppmärksammad incident gillade det miljöpartistiska språkröret Märta Stenevi ett inlägg som spred antisemitiska konspirationsteorier, publicerat av Stina Wollter. I inlägget anklagades Israel för att stjäla palestiniers organ, enligt kritikerna ett klassiskt exempel på blodsanklagelse. Märta Stenevi bad sedan om ursäkt och sade att hon ej hade läst ordentligt.
Ytterligare en person som hamnade i blåsväder var den svenska klimataktivisten Greta Thunberg som knappt två veckor in i kriget uttryckte sitt stöd för den palestinska saken, vilket fick en talesperson för den israeliska militärens att säga att ”hon sopar terrorn från palestinierna, Hamas och Islamiska jihad under mattan som om den inte fanns”. Thunberg ströks sedan från den israeliska läroplanen, då hon inte längre ansågs vara en lämplig förebild för elever i Israel. Hon sågs även skandera "krossa sionismen" i samband med en demonstration, och anklagade i en debattartikel Israel för att begå folkmord i Gazaremsan.

#### Aktioner till stöd för Palestina och Israel
Kriget mellan Hamas och Israel väcker många reaktioner i Sverige. Under hösten och vintern sedan kriget startade organiserades flera större demonstrationer till stöd för både Palestina och Israel. Bland annat hölls i december 2023 en landsomfattande kulturkampanj med tre större konserter till stöd för Gaza under rubriken Kulturhjälpen, som ett alternativ till Sveriges Radios årliga arrangemang Musikhjälpen. I samband med att musiktävlingen Eurovision Song Contest genomfördes i Malmö anordnades demonstrationer mot Israels medverkan, där över 10 000 människor deltog, medan en manifestation till stöd för Israels deltagande samlade cirka 100 personer.